# Miklós Sándor
Miklós Sándor (Budapest, 1915. március 5. – 1981.) magyar, válogatott jégkorongozó (csatár). Az 1930-as évektől a második világháborúig Európa legjobb jégkorongozói között tartották számon. Emléke iránti tiszteletből alapították 1990-ben a Miklós-kupát, amit a magyar jégkorongbajnokság legtechnikásabb játékosának adnak át a bajnoki szezon végén.

## Karrier
1936-tól 1940-ig a Budapesti Korcsolyázó Egylet játékosaként négyszer szerezte meg a magyar bajnoki címet. Az 1930-as évek magyar válogatottjának egyik legmeghatározóbb tagjaként részt vett az 1931-es, 1933-as, 1934-es és az 1935-ös jégkorong-világbajnokságon, valamint az 1936-os téli olimpiai játékokon is. 1940-ben a Budapesti Budai Torna Egylethez igazolt, ahol két szezont töltött el. Ezt követően egy hosszabb szünet után legközelebb 1945-ben tűnt fel a BKE színeiben, ám csak egy szezon erejéig játszott a patinás egyesületnél. 1946 és 1949 között a Ferencváros csapatában volt kerettag. 1949-ben elhagyta az országot és az osztrák EC Kitzbühel-nél próbált szerencsét. A következő évben azonban Ausztráliába költözött, ahol kezdetben a Pirates, majd a Black Hawks csapatában játszott tovább.

## Díjai, elismerései
- Magyar Köztársasági Érdemérem ezüst fokozat (1947)[1]